# 긴조후토역
긴조후토역(일본어: 金城ふ頭駅, きんじょうふとうえき)은 일본 아이치현 나고야시 미나토구에 위치한 나고야 임해 고속 철도 니시나고야코 선의 역이다. 역 번호는 AN11이다.

## 역 구조
섬식 승강장 1면 2선의 고가역이다. 승강장에 안전 대책으로서 반밀폐형 스크린도어를 설치하였다(해안에 있는 당역의 입지를 고려하여 바람 대책으로 만들었고 다른 역은 모두 이동식 스크린도어이다). 배리어 프리 대응으로서 두 입구와 승강장으로의 연결 계단에 각 1기, 3기의 에스컬레이터, 엘리베이터를 입구와 개찰 내에 각 1기 배치되었다.
관리역이자 순회역인 노세키 역을 관리하고 있다.

### 승강장
| 1·2 | ■ 아오나미 선 | 나고야 방면 |

## 역 주변
본 역은 나고야 항 나고야 지구 긴조 부두에 위치하고 프리 마켓과 모터쇼가 열리는 나고야 시 국제전시장의 동쪽에 있다. 지역적인 조건 상으로, 주택은 보이지 않는다.
주말에만 긴조 부두(리니어・철도관 앞)와 가든 부두를 연결하는 수상 버스가 운항되고 있다.
- 나고야 시 국제전시장
- 레고랜드 재팬
- Maker's Pier
- 리니어 철도 전시관
- 긴조 부두 중앙 녹지
- 나고야 항 긴조 부두 항만 노동자 복지 센터
- 퍼니처 돔 나고야신혼점
- 나고야 베이 풋살 클럽
- 데일리 야마자키 긴조후토 역점
- 멕시코 기념 공원
- 이세 만안 자동차도 메이코추오 나들목
- 나고야 시 교통국 긴조후토 주차장
- 긴조후토 선(나고야 시 긴조후토 선)
- 난징 오도리
- 멕시코 오도리
- 로스 앤젤레스 오도리

## 역사
- 2004년 10월 6일: 영업 개시.

## 인접역
| 나고야 임해 고속 철도 ■ 니시나고야코 선 (아오나미 선) | 나고야 임해 고속 철도 ■ 니시나고야코 선 (아오나미 선) | 나고야 임해 고속 철도 ■ 니시나고야코 선 (아오나미 선) |
| ----------------------------------------------------- | ----------------------------------------------------- | ----------------------------------------------------- |
| AN10 노세키 나고야 방면                               |                                                       | (시종점역)                                            |